# 挽賜縣
挽賜縣，又譯曼賜區，是泰國首都曼谷轄下50個区之一。挽賜縣總面積11.5平方公里。根據泰國官方於2017年所做的人口調查數據顯示：居住於挽賜縣的總人口數量為125440人。
挽賜縣是拉瑪五世統治時期建立的曼谷外圍八個縣之一。